# Phoebe liana
Phoebe liana är en lagerväxtart som beskrevs av Y.Yang. Phoebe liana ingår i släktet Phoebe och familjen lagerväxter. Inga underarter finns listade i Catalogue of Life.